# Flectamus genua
Flectamus genua es una expresión latina que significa doblemos las rodillas. 
Se trata de palabras que en la liturgia romana decía el celebrante en ciertos días del año, por ejemplo, el Viernes Santo, el Miércoles de Ceniza, después de haber cantado Oremus, antes de ciertas oraciones, doblando la rodilla y permaneciendo en esta postura hasta que el diácono respondiera: Lévate, levantaos.
En la misa solemne el diácono es quien canta Flectamus genua, el subdiácono dice: Lévate, y el celebrante después de haber dicho Oremus, espera a que el diácono y el subdiácono que han doblado las rodillas, se hayan levantado. 
Este uso se encuentra ya indicado en los sacramentarios más antiguos de la Iglesia romana; Cesáreo de Arlés, Casiano lo conocen; sino que el Lévate unas veces se decía antes de la oración y otras veces antes de la conclusión de la oración, per dominum, etc. Hay diferencia también acerca del momento de levantarse, ya al principio de la oración o solamente antes de la fórmula de conclusión. Esta última opinión es la del Ordo Romanu vulgatus, y acaso también la de Cesáreo de Arlés y de Casiano. El uso varía según las iglesias.